# Neurofisiología clínica
La neurofisiología clínica es una especialidad fisiológica fundamentada en el conocimiento de las neurociencias, estudia la función y disfunción del sistema nervioso producida por enfermedades del cerebro, médula espinal, nervio periférico, músculo y órganos de los sentidos, utilizando técnicas neurofisiológicas y de imagen para medir la actividad del sistema nervioso. Los datos obtenidos, cuando se interpretan en el contexto clínico del paciente permiten diagnosticar o ayudar al diagnóstico del proceso neurológico, así como cuantificar, monitorizar y valorar su evolución. La Neurofisiología Clínica también comprende métodos fisiológicos para tratamiento de enfermedades neurológicas y psiquiátricas".

## Historia
Si bien los inicios de la neurofisiología básica podemos encontrarlos en los experimentos sobre la “electricidad animal” del médico y físico italiano Luigi Galvani (1737-1798), el desarrollo de la Neurofisiología Clínica tiene sus comienzos con el fisiólogo británico Edgar Douglas Adrian (1889-1977), el cual incorporó el método y el lenguaje de la neurofisiología básica-experimental a la práctica clínica, y en el médico inglés de origen estadounidense Grey Walter (1910-1977), quien introdujo la metodología de la ingeniería con fines clínico-diagnósticos.
La Neurofisiología Clínica comienza a implantarse en la actividad asistencial hospitalaria después de la Segunda Guerra Mundial, con la era de los transistores. Surge de la conjunción multidisciplinar de médicos y físicos para conseguir el registro y la interpretación de las actividades fisiológicas, tanto a nivel del sistema nervioso central como periférico. Esto generó el progreso en el conocimiento del funcionamiento normal y patológico de las estructuras nerviosas y permitió establecer correlaciones electroclínicas con las diversas patologías. Hay que destacar que, en sus inicios, se podía llegar a la Neurofisiología Clínica tanto desde la Medicina como desde la Física, realizando en ambos casos una formación complementaria, en el caso de los médicos en el área de la física, y en el caso de los físicos en el área de la medicina.
El primer Congreso de Neurofisiología Clínica, impulsado por William Grey Walter y Denis Hill se celebró en Londres en 1947 con el objetivo de estandarizar las técnicas de electroencefalografía que habían empezado a desarrollarse antes de la Segunda Guerra Mundial. En él fue elegido Lord Adrian como primer Presidente de la Sociedad. En este congreso, España participó con el neurocirujano Sixto Obrador, gran impulsor de la Neurofisiología Clínica en España.
También se fundamenta en los estudios del médico e histólogo español Santiago Ramón y Cajal, (1852-1934) quien, en 1891, postuló la Ley de la polarización dinámica de las neuronas. Esta Ley indica que las corrientes, que conducen información bioeléctrica en las células nerviosas (neuronas), fluyen desde las ramificaciones dendríticas hacia el cuerpo de la neurona, donde se procesa dicha información, y de este hacia las ramificaciones terminales o axones, para contactar a través de la sinapsis con otra u otras neuronas. Además, Ramón y Cajal descubrió que el sistema nervioso no es una madeja neuronal continua sino una red de células nerviosas exquisitamente interconectadas entre sí, pero manteniendo su individualidad.

## Técnicas diagnósticas usadas en Neurofisiología clínica
Las diversas técnicas usadas actualmente se agrupan en grandes áreas:

### Electroencefalograma (EEG)
El  EEG fue la primera que se desarrolló. Consiste en el registro de la actividad bioeléctrica cerebral en condiciones basales de reposo, vigilia, sueño y durante diversas activaciones (habitualmente hiperventilación y estimulación luminosa intermitente). Permite el diagnóstico de enfermedades como la epilepsia, encefalopatías, estados de coma, diagnóstico de muerte cerebral y otros.
Dentro de este apartado también se encuentran relacionadas técnicas como la cartografía cerebral y la magnetoencefalografía.

### Electromiografía
Electromiografía es un conjunto de técnicas que permiten estudiar la función de los nervios periféricos, raíces nerviosas, unión neuromuscular o músculo. Analizan la actividad voluntaria del músculo y/o las conducciones nerviosas motoras y sensitivas en diversos segmentos del nervio.
Dentro de este apartado también se encuentran relacionadas técnicas como la exploración del sistema vegetativo.

### Potenciales evocados
Los potenciales evocados evalúan las respuestas del sistema nervioso ante estímulos sensoriales específicos conocidos y normalizados. Se utilizan estímulos luminosos para evaluar la vía visual, estímulos acústicos para evaluar la vía auditiva, estímulos eléctricos para evaluar la vía sensorial, etc.
Dentro de este apartado también se encuentran relacionadas técnicas como la electrorretinografía, la electrooculografía, la electrococleografía y las otoemisiones acústicas.

### Trastornos del sueño, polisomnografía y poligrafía respiratoria
La polisomnografía consiste en el registro de la actividad bioeléctrica cerebral simultáneamente con diversas variables cardiorrespiratorias y de actividad muscular que nos permiten evaluar las características, cantidad y calidad del sueño. Permite el diagnóstico de trastornos relacionados con el sueño como el síndrome de apneas, hipersomnias, narcolepsia, parasomnias, insomnios, etc.
El neurofisiólogo clínico es el especialista en todos los trastornos del sueño. Otras especialidades como la neurología sólo abarcan determinadas patologías del sueño, por lo que lo más recomendable es acudir siempre a un neurofisiólogo clínico, pues le dará un visión más completa e integral del problema.

### Monitorización neurofisiológica intraoperatoria
Consiste en la aplicación de las técnicas anteriores durante aquellas cirugías que presentan un alto riesgo de producir una lesión neurológica sobreañadida a la patología previa del paciente con el objetivo de prevenir estas lesiones en los casos que sea posible. Las técnicas utilizadas se deciden conjuntamente entre el neurofisiólogo y el cirujano dependiendo de la parte del sistema nervioso que esté en riesgo. Se utiliza en cirugía de tumores del sistema nervioso (del cerebro, médula o nervios), cirugía de aneurismas vasculares, algunas cirugías de columna de alto riesgo como la escoliosis, etc.
También se realizan los mapas de funciones con el fin de determinar la situación de las áreas elocuentes cerebrales (áreas del lenguaje, área motora, área sensitiva, ...) para evitar su lesión durante la cirugía. Esto se lleva a cabo mediante la técnica de electrocorticografía.

## Principales enfermedades y trastornos estudiados en Neurofisiología clínica
- Epilepsia
- Cirugía de la epilepsia
- Músculo y placa motora
  - Miopatías
  - Enfermedades de placa motora
  - Enfermedades con hiperactividad muscular
- Nervio periférico
  - Mononeuropatías
  - Plexopatías
  - Polineuropatías
  - Distrofia simpática refleja
- Radiculopatías
- Mielopatía cervical
- Enfermedades degenerativas
  - Enfermedades de la neurona motora
- Trastornos del movimiento
  - Estudios de temblor
  - Estudios de mioclonias
  - Estimulación cerebral profunda (Parkinson, cefaleas, etc.)
- Sueño
  - Clasificación de los trastornos del sueño
  - Disomnias
  - Parasomnias
- Visión
  - Retinopatía
- Audición
  - Hipoacusia

En los países europeos en los que la Neurofisiología Clínica está reconocida como una especialidad independiente, y reconocida su libre circulación (Directiva 98/63/CE, de 3 de septiembre de 1998), como son Dinamarca, España, Finlandia, Irlanda, Suecia, Reino Unido, Malta... se requieren al menos 4 años de formación genérica y específica en centros acreditados tras alcanzar el Grado de Medicina.

En los países en los que la Neurofisiología Clínica es una subespecialidad, para llevar a cabo la formación específica se requiere ser previamente especialista en otra neurociencia (por ejemplo Neurología, Psiquiatría, Neurocirugía, ...), tal como ocurre en Estados Unidos, Alemania, Francia, etc.

En la mayoría de los hospitales la Neurofisiología Clínica se encuentra como un Servicio Central de exploraciones complementarias, como apoyo al diagnóstico y seguimiento para especialidades diversas: Neurología, Neurocirugía, Traumatología, Rehabilitación, Reumatología, Pediatría, Oftalmología, Otorrinolaringología (ORL), Medicina Interna, Medicina Intensiva, Medicina Legal, Psiquiatría, Neumología, etc.

## La Neurofisiología Clínica en España
La Neurofisiología Clínica es una especialidad médica con larga tradición en España. Las exploraciones neurofisiológicas que integran la especialidad se han ido implantando progresivamente desde 1937. Los Servicios de Neurofisiología Clínica (antes denominados Servicios de Electroencefalografía y Electroneurofisiología) se crearon en España en la década de los 60. En todos los hospitales de la red pública había Servicios de Neurofisiología que, básicamente, realizaban pruebas de electroencefalografía y electromiografía, y que fueron incorporando progresivamente los potenciales evocados. El primer Laboratorio de Sueño en España fue creado en el Hospital Clínico San Carlos de Madrid en 1973 y, a partir de entonces, los estudios polisomnográficos se fueron implantando en los Servicios de Neurofisiología Clínica. En 1968 se empiezan a formar de manera reglamentada los primeros residentes en Neurofisiología Clínica en los Hospitales Clínicos Universitarios.

El Real Decreto 2015/1978 (BOE, 29-VIII-78) define a la Neurofisiología Clínica como especialidad médica independiente, regulando la formación de especialistas en Neurofisiología Clínica vía MIR en todos los hospitales docentes.
Desde entonces, los Servicios de Neurofisiología Clínica se han ido consolidando, tanto en la sanidad pública como en la privada. El incesante progreso científico y tecnológico ha permitido un desarrollo continuo de la especialidad. La demanda de exploraciones ha mostrado un incremento exponencial en los últimos 20 años, sobre todo en la electromiografía, la electroencefalografía y la polisomnografía. En los últimos años se han incorporado nuevas técnicas, como la monitorización neurofisiológica intraoperatoria.

## La Neurofisiología Clínica en Europa
Desde 1998, la Neurofisiología Clínica es una especialidad de libre circulación en la Unión Europea. El reconocimiento mutuo del título está regulado por la Directiva 98/63/CE de la Comisión de 3 de septiembre de 1998. Diario Oficial nº. L 253 de 15/09/1998 P. 0024 - 0026. La libre circulación de especialistas en Europa en el momento actual está restringida a los países que tienen la especialidad realizada de forma independiente.